# Haus der Geschichte des Ruhrgebiets
Das Haus der Geschichte des Ruhrgebiets in Bochum ist eine gemeinsame Einrichtung der Ruhr-Universität Bochum und der Stiftung Geschichte des Ruhrgebiets und versteht sich als interdisziplinäre Forschungsstätte.
Unter seinem Dach sind die Stiftung Geschichte des Ruhrgebiets (SGR), das Institut für soziale Bewegungen der Ruhr-Universität Bochum (ISB), das Archiv im Haus der Geschichte des Ruhrgebiets (AHGR) sowie die Bibliothek des Ruhrgebiets (BDR) untergebracht. Das Gebäude ist die ehemalige Druckerei der IG Bergbau und Energie. Es befindet sich nahe dem Schauspielhaus Bochum in der Clemensstraße 17–19.

## Geschichte
Das Institut für soziale Bewegungen der Ruhr-Universität Bochum ging aus dem im Wesentlichen von Hans Mommsen initiierten „Institut zur Erforschung der Europäischen Arbeiterbewegung“ hervor, das in den frühen 1970er Jahren zunächst als „Forschungsstelle Materialien zur Geschichte der Arbeiterbewegung“ gegründet wurde und im Februar 1980 den Status eines Universitätsinstituts erhielt.
Die Stiftung Geschichte des Ruhrgebiets (bis 2015 Stiftung Bibliothek des Ruhrgebiets) wurde von Klaus Tenfelde gegründet und im Juni 1998 von der Bezirksregierung Arnsberg genehmigt. Zum Stiftungszweck zählt, „die ihr übertragenen Buchbestände und Archive zu schützen und zu erhalten, sinnvoll zu nutzen, wissenschaftlich zu erforschen, zu erweitern und öffentlich zugänglich zu machen.“ An der Stiftung beteiligen sich Ruhr-Universität Bochum, die Stadt Bochum, die RAG AG, der Unternehmensverband Ruhrbergbau, die DMT-Gesellschaft für Lehre und Bildung mbH und die IG Bergbau, Chemie, Energie.
Das Haus der Geschichte des Ruhrgebiets beherbergt das Archiv im Haus der Geschichte des Ruhrgebiets, die Bibliothek des Ruhrgebiets und das Zentralinstitut der Ruhr-Universität Bochum, die wissenschaftliche Forschungseinrichtung Institut für soziale Bewegungen (ISB).
Alle drei Jahre verleiht die Stiftung Geschichte des Ruhrgebiets den renommierten Bochumer Historikerpreis
Seit März 2014 wird das Haus der Geschichte in der Route der Industriekultur, Themenroute Bochum gelistet.

## Bibliothek
Der Bestand an einsehbaren und ausleihbaren Büchern beträgt über 450.000 Einzelbände und 580 Fachzeitschriften. Der Bestand der 1859 gegründeten Bergbaubibliothek beträgt 240.000 Einzelbände mit bis zu 200 Jahre alten Einzelstücken. Dazu zählen neben Fachbüchern zu diversen Themen von Technik und Bergbau auch historische Karten und die vollständig vorhandenen Geschäftsberichte der im Ruhrgebiet tätigen ehemaligen Eisenbahngesellschaften.
Zu den weiteren Beständen gehören die Bibliothek des Instituts für soziale Bewegungen (etwa 140.000 Bände) sowie die Bibliothek der vormaligen Industriegewerkschaft Bergbau und Energie (etwa 35.000 Bände). Die Dokumentationsstelle Ruhrgebietsforschung (DSR) erfasst insbesondere einschlägige Ruhrgebietsliteratur.
Die Bestände des 2007 geschlossenen Forschungsinstitut Arbeit, Bildung, Partizipation wurden bis 2010 in die Bibliothek übernommen.
Das Bibliothekssigel ist Bm 3/3.

## Archiv
Das Archiv im Haus der Geschichte des Ruhrgebiets (AHGR) wurde 1998 gegründet. Es bewahrt und erschließt Bestände, die über Strukturen und Prozesse der Region zwischen der Ebene der Kommunen und des Landes Auskunft geben. Dazu gehören der Faktor Arbeit, der Land und Menschen in der Montanregion Ruhrgebiet besonders prägte, sowie die Planung des Raums und die Gestaltung des Strukturwandels.
Die Bestände sind online über den AHGR Katalog recherchierbar und umfassen vor allem Überlieferungen der Gewerkschaften IG Bergbau und Energie, der IG Chemie-Papier-Keramik und der Gewerkschaft Leder, Überlieferungen des Kommunalverbandes Ruhr und des Rechtsnachfolger, dem Regionalverband Rhein Ruhr sowie die Vor- und Nachlässe von Privatpersonen, die mit ihrer Arbeit und ihrer Tätigkeiten die Region Ruhrgebiet mitprägten.